# Cowdray House

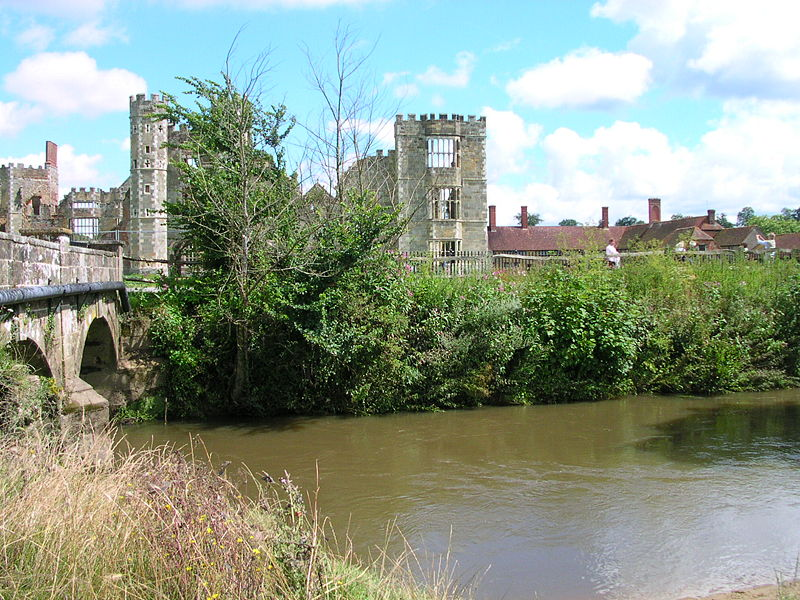
Veduta delle rovine di Cowdray House lungo il fiume Rother

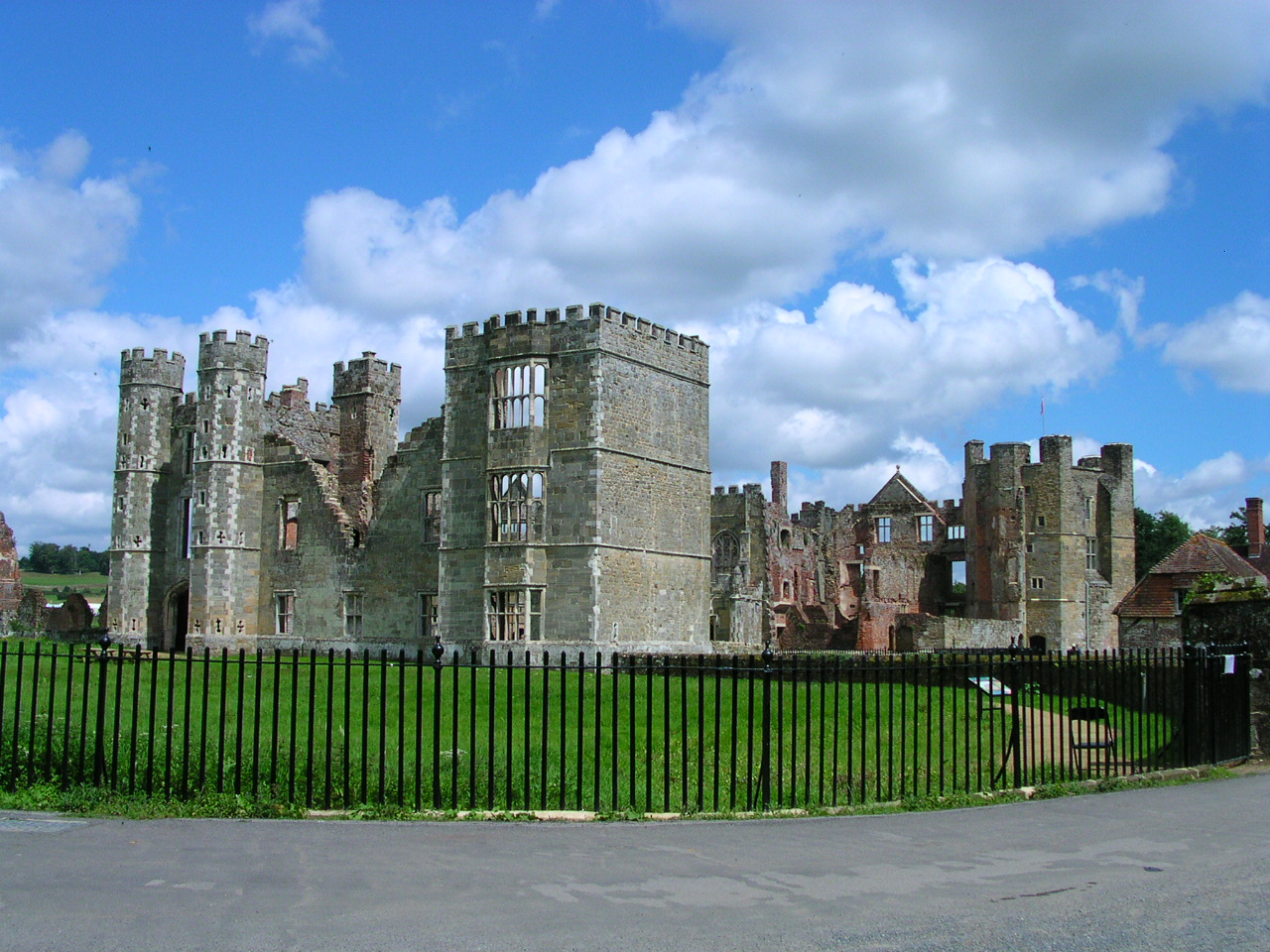
Altra veduta delle rovine di Cowdray House

Cowdray House è uno storico edificio in rovina del villaggio inglese di Midhurst, nel West Sussex (Inghilterra sud-orientale), realizzato a partire dagli anni venti del XVI secolo in sostituzione di un preesistente edificio di fine XIII secolo e andato in gran parte distrutto nel 1793.  Fu la residenza della famiglia Browne/Montagu, una delle famiglie più potenti durante il regno di Enrico VIII ed Elisabetta I d'Inghilterra.
L'edificio, considerato uno dei più importanti primi esempi di architettura Tudor, è classificato come palazzo di I grado.

## Storia
Le origini della tenuta di Cowdray risalgono al 1106, quando alcuni terreni nei dintorni di Midhurst e Easebourne furono ceduti da Enrico I a Savaric, un signore normanno. All'acquisto fece seguito la realizzazione di un maniero a St Ann's Hill da parte del figlio di Savaric, Geldwin.
Circa due secoli dopo dall'acquisizione della tenuta da parte di Savaric, segnatamente nel 1284, un discendente di Savaric e Geldwin, Sir John de Bohun fecer realizzare una nuova residenza nella tenuta di Coudrey, dove i Bohun si erano trasferiti. Il nome della tenuta derivava dal francese coudraie, che significa "bosco di nocciole".
Nel 1492 divenne proprietario della tenuta Sir David Owen, forse figlio illegittimo del nonno di Enrico VII, che aveva sposato la figlia maggiore dell'ultimo discendente maschio dei Bohum, dopo la scomparsa di quest'ultimo. Circa vent'anni dopo, Owen fece demolire l'edificio fatto costruire da John de Bohun e fece realizzare una nuova residenza, che chiamò "Cowdray": in particolare, furono realizzate l'ala settentrionale e orientale della residenza.
La tenuta di Cowdray passò in seguito nelle mani di Sir William Fitzwiliam, che, nel 1533 fece merlare la facciata di Cowdray House  e fece realizzare l'ala meridionale e occidentale dell'edificio.
Dopo la morte in battaglia di Fitzwilliam, la residenza divenne di proprietà di Anthony Browne, fratellastro di Fitzwilliam, a cui i monaci dell'abbazia di Battle, un'altra delle sue proprietà, pare avessero mandato una maledizione, che poi avrebbe fatalmente "colpito" Cowdray House e la famiglia Browne.
Cowdray House fu visitata da re Enrico VIII tre volte, nel 1538, 1539 e 1545 e, sempre in quel periodo, segnatamente tra il 1538 e il 1539, fu imprigionata a Cowdray House Lady Margaret de Poule, contessa di Salisbury. In seguito, nel 1552, Cowdray House fu visitata anche dal giovane re Edoardo VI d'Inghilterra, che ebbe modo di lamentarsi del cibo e dell'ospitalità della famiglia Browne e, successivamente, da Elisabetta I.
Nel 1558, venne arrestato a Cowdray su ordine della regina Elisbetta I Sir Anthony Browne, sospettato per via della sua fede spagnola di aver appoggiato all'armata spagnola.
Nel corso della guerra civile inglese, gran parte della tenuta di Cowdray, all'epoca di proprietà del III visconte di Montagu, sostenitore della Corona, fu posta sotto assedio dalle truppe parlamentariane, ma l'edificio principale sopravvisse all'attacco.
In seguito, nel 1770, i giardini della tenuta di Cowdray furono ridisegnati da Capability Brown.
Il 24 settembre del 1793, Cowdray House andò quasi completamente distrutta a causa di un incendio. La "maledizione" dei monaci, che parlava di "fuoco e acqua", parve quindi essersi avverata e essersi in seguito completato alcune settimane dopo, quando l'VIII visconte di Montagu morì annegato nel fiume Reno.
Ciò che rimaneva di Cowdray House fu sottoposto a restauro per volere del I visconte di Cowdray tra il 1909 e il 1914. L'edificio venne quindi nuovamente sottoposto a resauro nel 2006 e aperto al pubblico l'anno seguente.

## Architettura
La tenuta di Cowdray si trova lungo la Easebourne Lane, nell'area del South Downs National Park, e si estende in un'area di 16.500 acri.
L'unica parte dell'edificio rimasta pressoché intatta è la Kitchen Tower ("torre della cucina").